# Гоитом, Хенок
Хе́нок Го́итом (швед. Henok Goitom, тигринья ሄኖከ ጎይትኦም, араб. هينوك غويتوم‎; род. 22 сентября 1984, Сольна, Стокгольм) — шведский и эритрейский футболист и футбольный тренер. Выступал на позиции нападающего.

## Карьера

### Клубная
Начал заниматься футболом в Сольне, пригороде Стокгольма. В юном возрасте выступал за местные клубы «Эссинге», «Интер Орхой» и «Васалунд». Не сыграв ни одного матча на профессиональном уровне в Швеции, Хенок отправился в Италию, подписав в июле 2004 года контракт с «Удинезе». В Серии A он провёл всего одну игру. 19 февраля 2005 года в домашней игре с миланским «Интером» тогдашний главный тренер «Удинезе» Лучано Спалетти выпустил в концовке встречи молодого шведа вместо бразильца Фелипе. Гоитому понадобилось всего несколько минут, чтобы в первом в карьере официальном матче суметь отличиться — в добавленное к матчу время он забил гол в ворота Франческо Тольдо, что принесло хозяевам ничью. Однако на поле в майке «Удинезе» Гоитом больше не появился и по окончании сезона отправился в Испанию.
Перед началом сезона 2005/06 был оформлен переход Гоитома в аренду в клуб испанской Сегунды — «Мурсию». Поначалу контракт был рассчитан на год, но по его истечении испанская команда продлила срок аренды. «Мурсия» с Гоитомом в составе дважды останавливалась в шаге от выхода в Примеру. В чемпионате 2006/07 Гоитом забил 15 голов и разделил пятую строчку в списке бомбардиров с Наталио Лоренсо. В июне 2007 года руководство объявило о прекращении существования клуба, а действующим игрокам было предложено остаться в команде, либо искать новое место работы. Шведский нападающий остался в Мурсии. Другой местный клуб, «Реал Мурсия», пошедший на повышение, выкупил трансфер игрока у «Удинезе». Дебют 22-летнего нападающего в элите испанского футбола состоялся в первом туре нового чемпионата. 26 августа он вышел на поле в матче против «Реала Сарагосы», заменив на 62-й минуте Ивана Алонсо. Первый гол в испанском чемпионате Хенок забил в декабрьской встрече с «Расингом» из Сантандера. На 56-й минуте он открыл счёт в матче, выйдя на замену за четыре минуты до этого. По итогам сезона «Реал Мурсия» не сохранил место в Примере, а Гоитом был отдан в аренду «Вальядолиду», за который отыграл один сезон.
14 июля 2009 года Хенок Гоитом стал игроком «Альмерии». За три года выступлений в этом клубе Хенок сыграл в 78 играх, забив 8 голов. По итогам сезона 2010/11 «Альмерия» вылетела в Сегунду, однако шведский нападающий не покинул клуб. В октябре 2011 года игроком заинтересовались в Швеции. Внимание к футболисту проявил столичный АИК. Руководство заявило о начавшихся переговорах по игроку, однако сам Хенок в своём твиттере такой ход событий отрицал. Тем не менее в декабре стороны договорились о том, что по окончании сезона в Испании Гоитом сменит клуб.
16 августа 2012 года АИК объявил о подписании контракта до конца 2015 года с Гоитомом. Первую игру в чемпионате Швеции Хенок провёл 2 сентября против «Хельсингборга», выйдя на поле в середине второго тайма вместо Даниэля Густавссона. 20 сентября Гоитом сыграл свой первый матч в еврокубках. На 76-й минуте игры первого тура группового этапа Лиги Европы с итальянским «Наполи» он заменил Кваме Карикари. Встреча завершилась разгромным поражением шведского клуба со счётом 0:4. 31 декабря 2015 года Гоитом покинул АИК, с которым у него закончился контракт.
В конце марта 2016 года Гоитом был подписан клубом испанской Ла Лиги «Хетафе».
10 августа 2016 года Гоитом перешёл в клуб MLS «Сан-Хосе Эртквейкс». За клуб он дебютировал 19 августа в матче против «Хьюстон Динамо».

### В сборной
Гоитом выступал за молодёжную сборную Швеции. В её составе принимал участие в квалификации молодёжного чемпионата Европы. В 2006 году находился в расширенном списке национальной сборной, однако главный тренер Ларс Лагербек на чемпионат мира в Германию его не взял.
В сентябре 2015 года Гоитом получил разрешение ФИФА выступать за национальную сборную Эритреи. 10 октября 2015 года он дебютировал в составе сборной в матче первого раунда отборочного турнира к чемпионату мира 2018 года против команды Ботсваны. В ответном матче, состоявшемся 13 октября, забил свой единственный гол за сборную.